# أولمبياد الشطرنج ال37
أولمبياد الشطرنج 2006 هي منافسة عالمية نظمها الإتحاد الدولي للشطرنج بتاريخ 20 ماي - 4 جوان 2006 بمدينة تورينو الإيطالية.